# 俞大猷 (清朝)
俞大猷（?—?），字鶴友，號鶴雲，浙江山陰（今屬紹興市）人，寄籍順天府大興縣（今北京市）。清朝官员。
乾隆三十七年（1772年）壬辰科一甲第三名進士（探花），授翰林院編修。官至湖北荊州府知府。